# Hausen ob Verena
Hausen ob Verena è comune tedesco situato nel Land del Baden-Württemberg.